# 南梓
南 梓（みなみ あずさ、1990年12月28日 - ）は、日本の元タレント。ライブアイドル、モデル、レースクイーン等で活動した。

## 略歴
愛知県名古屋市出身。
- 2013年11月　名古屋美少女ファクトリー（NBGF）よりモデルデビュー。
- 2013年12月6日　メ〜テレ『ジョンばな』にてテレビ初出演を果たす。
- 2013年12月9日　エモーション主催の個人撮影会に初出演する。以降エモーション撮影会の人気モデルの１人に名を連ねるようになる。
- 2013年12月13日　名古屋モータショーのdelaメイドカフェ出演。
- 2014年3月1日　鈴鹿サーキットファン感謝デーで「犬童美乃梨」と共に「DOGHOUSE」よりレースクイーンデビューを果たす。
- 2014年5月3日　2014SUPER GTの第2戦富士より「Iwasaki apr」のレースクイーンを務める。
- 2014年6月7日  アイドルユニットSweet Surrenderの新メンバーに選ばれる。
- 2015年2月17日　メ〜テレ『ドデスカ!』「本村弁護士のまかせんしゃい」の再現VTRにて台詞ありの愛人役を演じる。
- 2015年4月4日　2015SUPER GTの第1戦岡山より、delaメンバーの「片岡かずさ」と共に「ADVAN WTCC GAL」レースクイーンを務める。
- 2015年4月21日　ミスアクション2015準グランプリを受賞する。グランプリは元SKE48の「佐藤聖羅」、もう一人の準グランプリは「古仲カナコ」。
- 2015年12月27日 大須X-HALLで行われたワンマンライブをもってSweet Surrenderを卒業[1]。
- 2016年3月31日 名古屋美少女ファクトリー（NBGF）との契約を解除しタレント・撮影会モデルとしての活動を休止。[2]
- 2016年11月1日 MILLENNIUM PRO（ミレニアムプロ）に移籍し活動再開する旨を公表。撮影会モデルとしての活動も再開。
- 2016年11月28日　11/11～11/27まで開催されたRIZINガールオーディションのSHOWROOMで見事1位となり、2016RIZINガールに選出される。
- 2016年12月29日/31日　さいたまスーパーアリーナで開催されたRIZINでRIZINガールとしての活動を行なう[3]。
- 2017年9月23日 撮影会モデルとしての活動を終了。
- 2018年1月13日 ミレニアムプロを退所し、芸能界引退。

## 人物
- 愛称は、「あず」「あずちゃん」「あずあず」。名前を呼ばれることが嬉しい。
- 趣味は、旅行、買い物、お菓子作り、料理、可愛い子探し、アイドル研究、ヨガ、岩盤浴、ぼーっとすること、など。
- 特技は、振りコピ、書道、利き豆乳、など。但し、ミスアクション2015受賞記者会見の特技披露では「利き豆乳」を行うが不正解が多く、特技としては認められずに取り下げとなる。
- 好きな食べ物は、お母さんの作った餃子、マカロン、ホワイトチョコ、など。特にお母さんの作った餃子は大好物で、晩御飯を聞かれたら常に餃子と答える程。
- 嫌いな食べ物は、スイカ、メロン、マンゴー、など。

- 好きな漫画は、家庭教師ヒットマンREBORN!
- 好きな映画は、プラダを着た悪魔
- 好きな雑誌は、美人百花、JJ、sweet
- 好きなブランドは、miumiu、snidel、JILLSTUART
- 好きな色は、ピンク、白、水色
- 集めているものは、ボディークリーム、美容グッズ。

- 人懐っこく、よくしゃべる。たまに、母や友人から五月蝿がられることがある。
- 門限は基本的には19時だが最近は緩め。友人との食事や仕事の時は許可される。
- 好きな男性のタイプは、中身がイケメン。
- チャームポイントは、目と脚。ウインクが得意。
- 子供の頃になりたかったのはセーラーヴィーナス。撮影会でコスプレをすることもある。
- ダイエットのために毎日腹筋を100回したり、ジム通いをしている。
- 怖がり。旅先などの夜は一人では眠れないため、友人と一緒に寝ようとする。
- 可愛い子探しが好きで、街中でもついつい探してしまう。但し、女の子限定。
- むし歯をずっと放置してファンからも怒られる。完全治療されたかどうかは不明。
- 免許はゴールドだが、ペーパードライバー。運転したのは数回のみ。母とランチ後に妹を学校に迎えに行くも車線変更ができずに、学校の周辺を2周したこともある。
- 日記をつけている。撮影会に来てくれた人の名前やどんな話をしたかをメモしている。
- 5歳下の妹がいる[4]。仲が良く一緒に買い物などに出掛ける。顔は似ておらず、性格も正反対らしい。たまに姉から勉強の邪魔をされるが、動ぜずに続けられる忍耐力の持ち主。
- おばあちゃん子。撮影会時の写真など祖母にプレゼントしている。

## 主な活動

### テレビ
- ジョンばな（メ〜テレ）（2013年12月6日）　テレビ初出演
- 名古屋行き最終列車（メ〜テレ）（2014年1月27〜30日）1夜・3夜にエキストラ出演
- 名古屋行き最終列車（メ〜テレ）（2015年2月2〜6日）1夜にエキストラ出演
- ドデスカ!（メ〜テレ）（2015年2月17日）「本村弁護士のまかせんしゃい」再現VTR出演

### WEB
- レオナビ！＃19（LEONET）レースピットレポーター
- レオナビ！＃20（LEONET）レースピットレポーター

### 雑誌
- GALS PARADISE（三栄書房）
  - 2014レースクイーンデビュー編（スペシャルグラビア登場）
  - 2014トップレースクイーン編
  - 2014DVDスペシャル編（DVD登場）
  - 2015スーパーGTレースクイーンオフィシャルガイドブック編
- 名古屋美少女アイドルフォトブックFille（流行発信）（2014年8月8日）
- 漫画アクション（双葉社）（2015年5月1号）（巻中グラビア）

### レースクイーン
- 2014年 SUPER GT　「Iwasaki apr」
- 2015年 SUPER GT　「ADVAN WTCC GAL」

### イメージガール
- 丸栄屋上栄ど真ん中ビアガーデンイメージガール
  - 「Sweet Surrender」（通称SS）として参加（他メンバーは犬童美乃梨、山本エリ、麗羽、谷岡瑠美）（16年1月30日で全メンバー卒業）
- 2016RIZINガール

## 作品

### DVD
- 南梓　あずあず～ミスアクション2015～（SHINING STAR , 2015年6月26日販売）
- ありのまま （イーネット・フロンティア  , 2016年1月22日販売）

### 写真集
- 超高画質デジタル写真集RQLABO（パートナーシステム）
  - 「メイド」編
  - 「ビキニ水着」編
  - 「オフィスレディ」編
  - 「レースクイーン」編
  - 「制服」編